# .do
.do es el dominio de nivel superior geográfico (ccTLD) para República Dominicana.